# Helo-Kliffs
Die Helo-Kliffs sind markante Kliffs auf der antarktischen Ross-Insel im Ross-Archipel. Sie ragen in einer Höhe von etwa 3525 m am nördlichen Rand des Gipfelkraters des Mount Erebus auf.
Das Advisory Committee on Antarctic Names nahm im Jahr 2000 die Benennung der Kliffs vor. Ihr Name leitet sich von einem Hubschrauber des Typs HH-52A Seaguard der United States Coast Guard ab, der am 9. Januar 1971 unweit der Kliffs abgestürzt war. Die vierköpfige Besatzung blieb unverletzt, das Wrack verblieb am Unfallort.